# Milo I de Montlhéry
Milo I (supranumit cel Mare) (d. 1102) a fost senior de Montlhéry de la 1095 până la moarte.
Milo a fost fiul seniorului Guy I de Montlhéry cu Hodierna de Gometz.
Identitatea primei sale soții nu este cunoscută. Cea de a doua a fost Lithuisia, fiica lui Guillaume d'Eu. Această căsătorie era una neobișnuită, prin disproporția față un nobil de un statut atât de redus ca Milo, însă ea permis contelui de Blois să își extindă influența peste teritoriul situat între domeniile sale de lângă Loara (Blois și Chartres) și cele din regiunea Champagne (Meaux și Troyes). Ca urmare a acestei legături, Milo a fost făcut viconte de Troyes.
Milo a avut patru copii:
- Guy Trousseau, succesor în senioria de Monthléry
- Milo al II-lea (d. 1118), devenit ulterior senior de Montlhéry și de Braye, viconte de Troyes
- Isabela, căsătorită cu Theobald de Dampierre
- Emelina (d. 1121), căsătorită cu Hugo al II-lea Bardoul, senior de Broyes